# EMule CN Mod
eMule CN Mod，简称CN Mod，是基于官方eMule开发的一个自由开源的P2P文件共享软件。它是一个eMule Mod，遵循GNU GPL协议。
CN Mod由包括中国驴论坛管理员在内的一些中国内地程序员制作。中国驴论坛为其官方网站与发布点。最早的eMule CN Mod是eMule-CN-1-r46，于2004年8月24日在其论坛上发布。

## 功能
eMule CN Mod的部分主要功能有：
- 在eMule基础上根据中国内地的网络情况进行了改进。比如优化队列系统、调整传输参数等。[2]

- 网络积分排行系统，即驴榜，eMule CN Mod用户可决定是否参与，参与者需至中国驴论坛申请。可将用户的上传与下载数据量的信息记录至中国驴的服务器，并在其网站公布每月的上传量排名，以奖励论坛积分。有程序员为Xtreme 7.2[3]等Mods也制作了支持使用驴榜的版本。

- 支持Windows平台UPNP，可提高内网用户下载速度。

- 内置IP2Country功能，支持地区旗帜显示。

- 支持eMule Xtreme Mod的DLP（动态反吸血驴保护），可屏蔽吸血驴。

## 其他
中国驴论坛曾经发布过另一款eMule ACAT Mod，不过现已停止开发，仅开发CN Mod。
目前eMule CN Mod的正式名称与版本号形如：
eMule <eMule版本号> CN-<CN Mod主版本号> Build <CN Mod修订版本号> <测试/正式版>
例如：
eMule 0.49b CN-7 Build 191 Final